# Берег его жизни
«Берег его жизни» — советский трёхсерийный историко-биографический художественный телефильм о жизни русского учёного и путешественника Николая Николаевича Миклухо-Маклая.

## Сюжет
Фильм рассказывает историю жизни известного русского учёного, исследователя, путешественника и первопроходца Николая Николаевича Миклухо-Маклая. В фильме показаны самые интересные моменты из жизни учёного и его путешествий.
Миклухо-Маклай первым высаживается на Новой Гвинее, знакомится с аборигенами, их обычаями. Среди туземцев Новой Гвинеи Миклухо-Маклай живёт несколько лет. Учёный также влюбляется в дочь вице-губернатора Австралии, в фильме показана история взаимоотношений Миклухо-Маклая и его возлюбленной.

## В ролях
- Юрий Соломин — Николай Николаевич Миклухо-Маклай
- Людмила Титова — Маргарет Робертсон-Кларк, жена Миклухо-Маклая
- Всеволод Сафонов — сэр Джон Робертсон, министр просвещения Нового Южного Уэльса, отец Маргарет
- Евгений Самойлов — Пётр Петрович Семёнов-Тян-Шанский
- Эммануил Виторган — Мактон, секретарь министра Англии по делам колоний
- Александр Голобородько — Александр Александрович Мещерский
- Борис Иванов — Уильям Маклей, профессор, директор зоологического музея Нового Южного Уэльса
- Руфина Нифонтова — Екатерина Семёновна, мать Миклухо-Маклая
- Игорь Горбачёв — Сергей Петрович Боткин, врач клиники Виллие при Военно-медицинской академии, лейб-медик
- Евгений Весник — финансист
- Владимир Кенигсон — Вилсон, адмирал, руководитель военной экспедиции в Новую Гвинею
- Александр Вокач — Дмитрий Андреевич Толстой
- Олег Куценко — Михаил Николаевич, младший брат Миклухо-Маклая
- Николай Верещенко — Владимир Николаевич, младший брат Миклухо-Маклая
- Пётр Складчиков — Сергей Николаевич, старший брат Миклухо-Маклая (озвучил Алексей Золотницкий)
- Вячеслав Езепов — Николай Карлович Гирс, министр иностранных дел России
- Елена Антонова — Маша
- Алла Евдокимова — Мария Фёдоровна, супруга императора Александра III
- Лев Золотухин — император Александр III
- Эрменгельд Коновалов — Туй, папуас, помощник Микло-Маклая в общении с папуасами
- Дмитрий Писаренко — Отто Финш, немецкий этнолог
- Павел Кашлаков — Павел Николаевич Назимов, капитан второго ранга, командир корвета (озвучил Алексей Сафонов)